# Пасквале Паоли
Филипо Антонио Пасквале Паоли (итал. Filippo Antonio Pasquale de' Paoli, фр. Pascal Paoli; 6. април 1725—5. фебруар 1807) је био корзикански патриота и председник Корзиканске републике од 1755. до 1769. године. Учесник је Француске револуције.

## Биографија
Рођен је 1725. године у Моросаљи у Француској. Био је син Ђачинта Паолија. Заједно са оцем је од 1739. до 1755. године у егзилу јер се борио против Ђеновљана који су у то време владали острвом. Године 1755. Паоли се вратио на Корзику и подигао успешну побуну против Ђенове. Изабран је за председника новоформиране Корзиканске републике (1755-1769). Престоница му је била у граду Корти. Владао је са широким овлашћењима, али је поштовао устав. Унапредио је образовање на острву. Корзика просперира током Паолијеве владавине. Ђенова је 1768. године продала Корзику Француској. Паоли је покушао да пружи Французима отпор, али је већ 1769. године поражен и приморан да бежи у Енглеску. Тамо је његова популарност била велика. Након избијања Француске револуције, Паоли је 1791. године постављен за гувернера Корзике. Паоли се залагао за либералне револуционарне принципе, али се успротивио радикалном заокрету Револуције. Оптужен је 1793. године за контрареволуционарне активности и позван је у Париз. Оптужен је јер се залагао за независност Корзике и подстицао је Британце да му помогну у остварењу тог циља. Уз помоћ адмирала Семјуела Худа, Французи су поражени 1794. године. Профранцуска партија протерана је са острва, а Корзиканска Народна скупштина прогласила је британски протекторат на острву. Паоли се надао да ће бити крунисан за вицекраља. Био је разочаран када је на чело Корзике постављен Позо ди Борго. Прешао је у Енглеску 1795. године где је и умро 1807. године.